# Der Rausch
Der Rausch (Originaltitel: Druk ‚Saufen‘; internationaler Titel: Another Round ‚Noch eine Runde‘) ist ein Spielfilm von Thomas Vinterberg aus dem Jahr 2020. Die Sozialsatire handelt von vier befreundeten Lehrern (dargestellt von Mads Mikkelsen, Thomas Bo Larsen, Magnus Millang und Lars Ranthe), die aus Frustration gemeinsam ein „Trinkexperiment“ starten, um wieder motiviert vor ihre Schüler treten zu können.
Die Uraufführung des Films war ursprünglich im Mai 2020 bei den 73. Internationalen Filmfestspielen von Cannes geplant, die aber aufgrund der COVID-19-Pandemie abgesagt werden mussten. Daraufhin wurde die europäische Koproduktion am 12. September 2020 im Rahmen des 45. Toronto International Film Festival uraufgeführt. Der reguläre Kinostart in Dänemark fand am 24. September 2020 statt. Dort entwickelte sich Der Rausch gemessen an den verkauften Kinokarten zur meistgesehenen Produktion des Filmjahres 2020. Im selben Jahr wurde Vinterbergs Regiearbeit mit vier Europäischen Filmpreisen ausgezeichnet. Im Jahr 2021 folgte ein Oscar für den Besten internationalen Film, eine Oscar-Nominierung für die Beste Regie sowie ein British Academy Film Award (Bester nicht-englischsprachiger Film).
Der Weltkino Filmverleih verschob einen deutschen Kinostart mehrfach aufgrund der COVID-19-Pandemie. Der deutsche Kinostart war am 22. Juli 2021.
Seine deutsche Vorpremiere hatte der Film beim Filmfest Hamburg am 28. September 2020, sowie bei den 22. Skandinavischen Filmtagen Bonn am 3. Juli 2021 im Kino des LVR-Landesmuseums Bonn.

## Handlung
Der Geschichtslehrer Martin, der Philosophielehrer Nikolaj, der Musiklehrer Peter und der Sportlehrer Tommy unterrichten an einem Gymnasium in Kopenhagen. Sie befinden sich in einer Midlife-Crisis und fühlen sich auf der Arbeit zunehmend leer und ausgebrannt. Vor allem Martin wird im Unterricht von seinen Schülern kaum noch wahrgenommen. Außerdem versuchen die Eltern, den wenig motivierten Lehrer loszuwerden. Neben den Problemen im Beruf hat sich Martin über die Zeit auch von seiner im Nachtdienst arbeitenden Ehefrau Anika entfremdet, während Nikolaj privat mit seinen drei kleinen Kindern zu kämpfen hat.
Am 40. Geburtstag von Nikolaj besuchen die vier Freunde ein Restaurant. Dort zitiert Nikolaj eine These des norwegischen Psychiaters Finn Skårderud, nach der der Mensch mit einem um 0,5 Promille zu geringen Blutalkoholwert auf die Welt komme. Mit der Aussicht auf mehr Selbstbewusstsein und Freude am Job beschließen die Lehrer, die These im Selbstexperiment zu verifizieren und dafür durch den täglichen Konsum von Alkohol besagten Pegel während der Arbeit aufrechtzuerhalten. Das Trinkexperiment, das sie ohne das Wissen ihrer Familien und Schüler in ihren Alltag einbauen, entwickelt sich scheinbar zu einem Erfolg: Die vier Pädagogen fühlen sich wieder lebendig, mutig und motiviert. Vor allem Martin profitiert von der Methode, da es ihm gelingt, seinen Unterricht wieder kreativ und mitreißend zu gestalten.
In der zweiten Stufe des Selbstversuches erhöhen die vier ihre Alkoholpegel, um ihr individuelles Optimum zu finden. In der Folge nähert sich Martin abseits der Schule wieder seiner Frau Anika an, die ihre gemeinsame Beziehung eigentlich schon aufgegeben hatte. Gleichzeitig verbucht das Fußballteam von Tommy Erfolge, während Peter den Alkoholkonsum sogar einem Schüler mit Prüfungsangst auf Grundlage seiner Erfahrungen empfiehlt. Um diese erfolgreiche Phase des Rausches noch weiter voranzutreiben, beschließt das Quartett, die gehaltenen Promille bis zur Katharsis zu erhöhen. Nach einer berauschenden Nacht kommt es zwischen dem verkaterten Martin und seiner Frau schließlich zu einem Streit, bei dem Anika eine vergangene Liebesbeziehung mit einem anderen Mann gesteht. Nikolajs Frau Amalie verlässt ihren Mann wegen seines zunehmend exzessiven Alkoholkonsums. Die vier Freunde beschließen, das Selbstexperiment aufgrund negativer sozialer Folgen und der drohenden Alkoholkrankheit zu beenden.
Einzig Tommy kann seinem Verlangen nach Alkohol nicht mehr widerstehen. Als der Alkoholkonsum im Kollegium schließlich auch im Lehrerzimmer der Schule zum Thema wird, erscheint er schwer betrunken. Er wird vom Unterricht suspendiert, gerät immer tiefer in die Sucht und stirbt bei einer Fahrt mit seinem Boot. Ob es ein Unfall ist oder ob er Suizid begeht, bleibt unklar. Auf seiner Beerdigung stellt sich heraus, dass Nikolaj und Amalie wieder zusammenleben, und auch Martin und Anika nähern sich langsam wieder einander an. Nach der Zeremonie feiern Martin, Nikolaj und Peter gemeinsam mit ihren Schülern, die es allesamt erfolgreich durch das Abitur geschafft haben. Unter dem Einfluss von Alkohol tanzt Martin enthemmt und springt dann in das Hafenbecken, in dem Tommy umkam.

## Entstehungsgeschichte

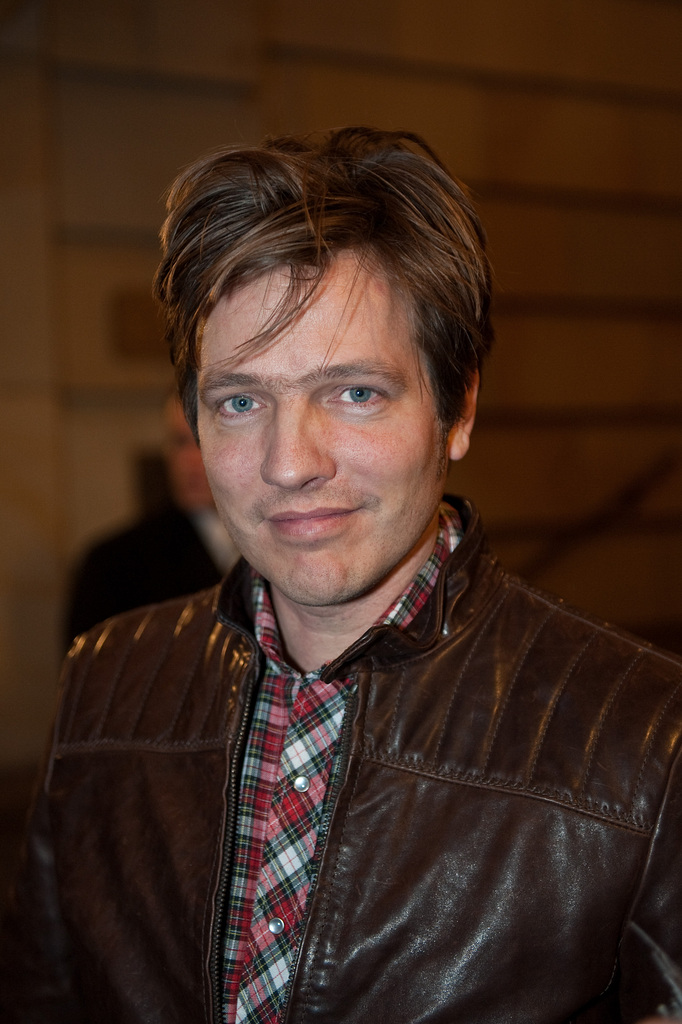
Regisseur Thomas Vinterberg (2010) drehte den Film trotz des Unfalltods seiner Tochter zu Ende.

Der Film wurde von einer Theorie des norwegischen Psychiaters Finn Skårderud inspiriert, nach der ein Mensch mit einem Blutalkoholspiegel-Defizit, also einem Blutalkoholspiegel, der 0,5 Promille unter den eigentlichen menschlichen Bedürfnissen liege, zur Welt komme. Regisseur und Drehbuchautor Thomas Vinterberg wurde durch eine E-Mail seiner norwegischen Filmeditorin Anne Østerud mit dieser nicht-wissenschaftlichen These vertraut gemacht. Vinterberg und sein langjähriger Drehbuchpartner Tobias Lindholm verbrachten mehrere Jahre mit der Arbeit am Drehbuch, wobei sie die Figur des Martin Mads Mikkelsen auf den Leib schrieben. Mikkelsen hatte mit Erfolg zuvor die Hauptrolle in Vinterbergs mehrfach preisgekröntem Drama Die Jagd (2012) bekleidet.
Vinterberg wollte ursprünglich seine älteste Tochter Ida mit der Rolle einer Schülerin betrauen, womit Der Rausch ihr Filmdebüt gewesen wäre. Als Drehort fungierte auch die Schule von Vinterbergs Tochter, während Freunde von ihr als Schüler gecastet wurden. Anfang Mai 2019, vier Tage nach Beginn der Filmproduktion, starb Ida im Alter von 19 Jahren bei einem Verkehrsunfall auf einer belgischen Autobahn. Vinterbergs Ex-Frau Maria Walbom, die Ida zu Freunden nach Paris hatte fahren wollen, überlebte den Autounfall verletzt. Ein anderer Fahrer hatte, durch sein Mobiltelefon abgelenkt, den Wagen der beiden gerammt. Obwohl Vinterberg vom plötzlichen Unfalltod seiner Tochter traumatisiert war, entschied er sich, nach ihrer Beerdigung die Dreharbeiten wiederaufzunehmen. Unterstützt wurde er dabei von seinem Drehbuch-Kollegen Tobias Lindholm. In einer Situation der Unsicherheit trafen sich laut Hauptdarsteller Mikkelsen auch die Schauspieler und diskutierten über das weitere Vorgehen und ihre Reaktion. Sie beschlossen, den Anweisungen von Vinterberg zu folgen, weil es genau das gewesen sei, was er zu diesem Zeitpunkt benötigte. In der finalen Filmfassung ist die Hauptfigur Martin Vater zweier Söhne, dennoch ergänzte Vinterberg bei den Credits im Abspann eine Widmung für Ida.
Ursprünglich hatte Vinterberg geplant, die Alkoholszenen weniger komödiantisch anzulegen. Nach mehreren Versionen ohne Slapstick sei er aber zu der Überzeugung gelangt, dass dann das verlorenginge, „what we love about drinking“ („was wir am Trinken lieben“). In den Proben zum Film neigten die Darsteller dazu, tatsächlich Alkohol zu konsumieren. Vinterberg verbot daraufhin aus praktischen Gründen das Trinken am Filmset. Stattdessen studierten die Darsteller russische YouTube-Videos von Marathon-Trinkgelagen.

## Rezeption

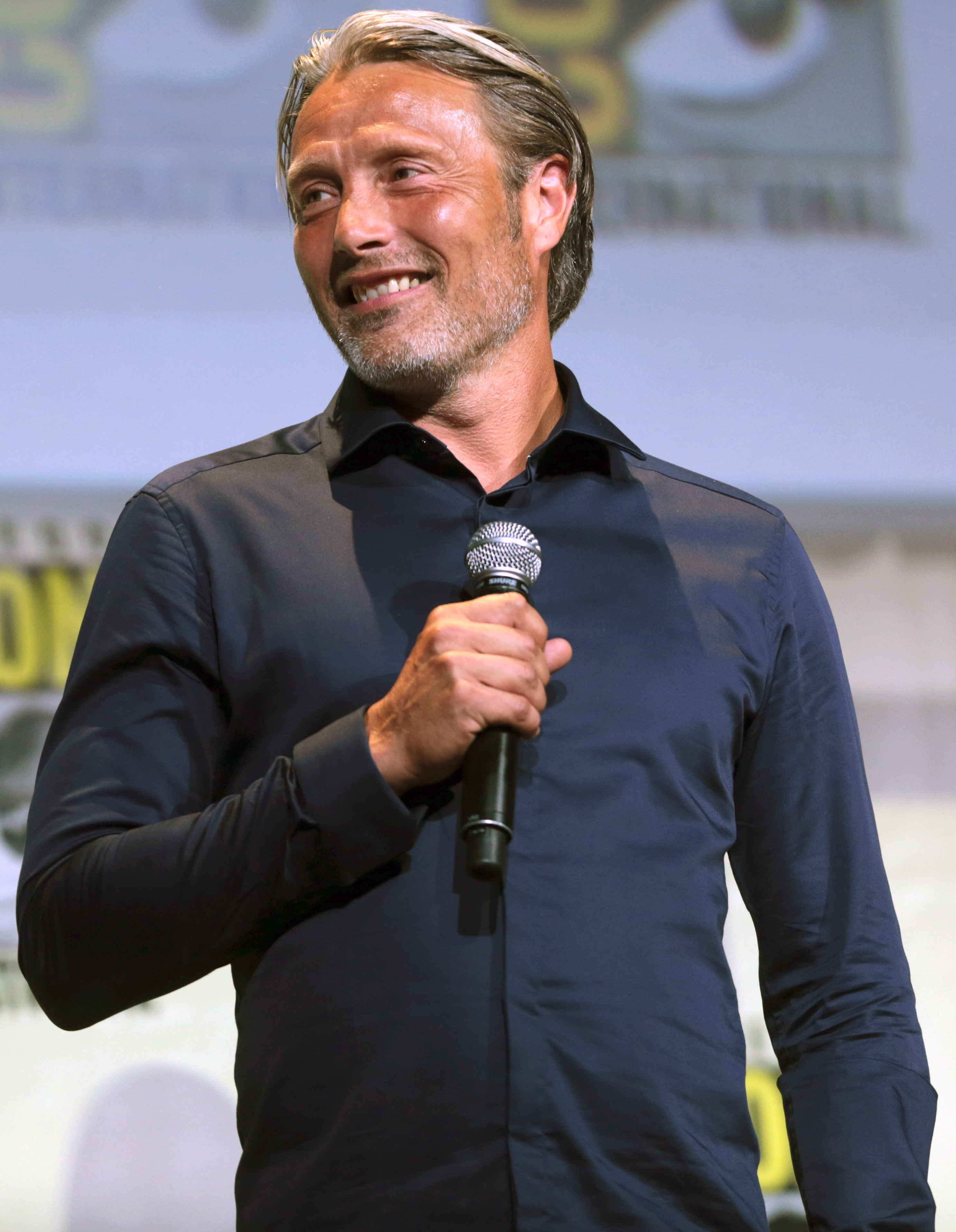
Mads Mikkelsen (2016) spielt im Film die Hauptrolle des Martin

Auf der Website Rotten Tomatoes hält Der Rausch derzeit eine Bewertung von 92 Prozent, basierend auf 222 englischsprachigen Kritiken und einer Durchschnittswertung von 7,9 von 10 Punkten. Das Fazit der Seite lautet: „Man nehme ein Stück sicher inszenierte Tragikomödie, füge einen Schuss Mads Mikkelsen in Vintage-Form hinzu und man hat ‚Another Round‘ – einen berauschenden Blick auf Midlife-Crisis“. Auf Metacritic erhielt der Film eine Bewertung von 79 Prozent, basierend auf 34 ausgewerteten Kritiken. Zudem ging Der Rausch aus dem IndieWire Critics Poll als Drittplatzierter unter den besten internationalen Filmen des Jahres 2020 hervor.
Wolfgang Höbel machte der Film Spaß, obwohl der Film auch die Probleme des Alkohols aufzeige und ihn daher auch nicht verherrliche. Der Film sei Vinterbergs „Comebackfilm“ aus dem „Mittelmaß“.
Der Rausch entwickelte sich, gemessen an den verkauften Kinokarten, zum mit Abstand meistgesehenen Film des Kinojahres 2020 in Dänemark. Bis zum 11. Dezember 2020 besuchten 800.658 Kinogäste den Film. Auf Platz zwei folgte Anders Thomas Jensens Rachegeschichte Helden der Wahrscheinlichkeit, ebenfalls mit Mikkelsen in der Hauptrolle (Kinostart:  19. November 2020, 440.639 verkaufte Kinokarten), auf Platz drei Mikkel Nørgaards Komödie Klovn the Final (Kinostart: 30. Januar 2020, 437.381 verkaufte Tickets).

## Auszeichnungen
Der Rausch gewann in der Filmpreissaison 2020/21 über 50 internationale Film- bzw. Festivalpreise und wurde für mehr als 70 weitere nominiert. Zu den erhaltenen Auszeichnungen gehörten u. a. ein Oscar, ein British Academy Film Award und ein César jeweils als beste fremdsprachige bzw. ausländische Filmproduktion sowie vier Europäische Filmpreise. In Dänemark gewann Der Rausch mit der Bodil und dem Robert die jeweils wichtigsten Auszeichnungen als bester Film des Jahres.
| Filmpreis (Auswahl)                                  | Kategorie                                        | Preisträger/ Nominierte                                                   | Resultat  |
| ---------------------------------------------------- | ------------------------------------------------ | ------------------------------------------------------------------------- | --------- |
| Amanda 2021                                          | Bester ausländischer Film                        | Thomas Vinterberg                                                         | Gewonnen  |
| Bodil 2021                                           | Bester Film                                      | Sisse Graum Jørgensen, Kaspar Dissing, Thomas Vinterberg, Tobias Lindholm | Gewonnen  |
| Bodil 2021                                           | Bestes Drehbuch                                  | Tobias Lindholm, Thomas Vinterberg                                        | Gewonnen  |
| Bodil 2021                                           | Bester Hauptdarsteller                           | Mads Mikkelsen                                                            | Gewonnen  |
| Bodil 2021                                           | Bester Nebendarsteller                           | Thomas Bo Larsen                                                          | Nominiert |
| Bodil 2021                                           | Bester Nebendarsteller                           | Magnus Millang                                                            | Nominiert |
| Bodil 2021                                           | Bester Nebendarsteller                           | Lars Ranthe                                                               | Nominiert |
| British Academy Film Awards 2021                     | Bester nicht-englischsprachiger Film             | Thomas Vinterberg, Sisse Graum Jørgensen, Kaspar Dissing                  | Gewonnen  |
| British Academy Film Awards 2021                     | Beste Regie                                      | Thomas Vinterberg                                                         | Nominiert |
| British Academy Film Awards 2021                     | Bestes Originaldrehbuch                          | Tobias Lindholm, Thomas Vinterberg                                        | Nominiert |
| British Academy Film Awards 2021                     | Bester Hauptdarsteller                           | Mads Mikkelsen                                                            | Nominiert |
| César 2021                                           | Bester ausländischer Film                        | Thomas Vinterberg                                                         | Gewonnen  |
| Chicago Film Critics Association Awards 2020         | Bester fremdsprachiger Film                      | Dänemark                                                                  | Gewonnen  |
| Critics’ Choice Movie Awards 2021                    | Bester fremdsprachiger Film                      | Dänemark                                                                  | Nominiert |
| Europäischer Filmpreis 2020                          | Bester Film                                      | Thomas Vinterberg, Sisse Graum Jørgensen, Kaspar Dissing                  | Gewonnen  |
| Europäischer Filmpreis 2020                          | Beste Regie                                      | Thomas Vinterberg                                                         | Gewonnen  |
| Europäischer Filmpreis 2020                          | Bestes Drehbuch                                  | Tobias Lindholm, Thomas Vinterberg                                        | Gewonnen  |
| Europäischer Filmpreis 2020                          | Bester Darsteller                                | Mads Mikkelsen                                                            | Gewonnen  |
| Europäischer Filmpreis 2020                          | European University Film Award                   | Thomas Vinterberg                                                         | Nominiert |
| Film Fest Gent 2020                                  | Publikumspreis                                   | Thomas Vinterberg                                                         | Gewonnen  |
| Göteborg International Film Festival 2021            | Publikumspreis – Bester nordischer Film          | Thomas Vinterberg, Sisse Graum Jørgensen, Kasper Dissing, Zentropa        | Gewonnen  |
| Golden Globe Awards 2021                             | Bester fremdsprachiger Film                      | Dänemark                                                                  | Nominiert |
| Kansas City Film Critics Circle Awards 2020          | Bester ausländischer Film                        | Dänemark                                                                  | Gewonnen  |
| London Film Festival 2020                            | Publikumspreis                                   | Thomas Vinterberg                                                         | Gewonnen  |
| London Critics’ Circle Film Awards 2021              | Bester fremdsprachiger Film                      | Dänemark                                                                  | Gewonnen  |
| Oscar 2021                                           | Bester internationaler Film                      | Dänemark                                                                  | Gewonnen  |
| Oscar 2021                                           | Beste Regie                                      | Thomas Vinterberg                                                         | Nominiert |
| Robert 2021                                          | Bester Film                                      | Thomas Vinterberg, Tobias Lindholm, Sisse Graum Jørgensen, Kaspar Dissing | Gewonnen  |
| Robert 2021                                          | Beste Regie                                      | Thomas Vinterberg                                                         | Gewonnen  |
| Robert 2021                                          | Bestes Originaldrehbuch                          | Thomas Vinterberg, Tobias Lindholm                                        | Gewonnen  |
| Robert 2021                                          | Bester Hauptdarsteller                           | Mads Mikkelsen                                                            | Gewonnen  |
| Robert 2021                                          | Bester Schnitt                                   | Anne Østerud, Janus Billeskov Jansen                                      | Gewonnen  |
| Robert 2021                                          | Bester Nebendarsteller                           | Thomas Bo Larsen                                                          | Nominiert |
| Robert 2021                                          | Bester Nebendarsteller                           | Magnus Millang                                                            | Nominiert |
| Robert 2021                                          | Bester Nebendarsteller                           | Lars Ranthe                                                               | Nominiert |
| Robert 2021                                          | Beste Nebendarstellerin                          | Maria Bonnevie                                                            | Nominiert |
| Robert 2021                                          | Beste Kamera                                     | Sturla Brandth Grøvlen                                                    | Nominiert |
| Robert 2021                                          | Bestes Szenenbild                                | Sabine Hviid                                                              | Nominiert |
| Robert 2021                                          | Bester Ton                                       | Hans Møller, Jan Schermer                                                 | Nominiert |
| Festival Internacional de Cine de San Sebastián 2020 | Silberne Muschel – Bester Darsteller             | Mads Mikkelsen, Thomas Bo Larsen, Magnus Millang, Lars Ranthe             | Gewonnen  |
| Festival Internacional de Cine de San Sebastián 2020 | Premio Feroz Zinemaldia – Bester Wettbewerbsfilm | Thomas Vinterberg                                                         | Gewonnen  |
| Festival Internacional de Cine de San Sebastián 2020 | SIGNIS Award                                     | Thomas Vinterberg                                                         | Gewonnen  |
| Festival Internacional de Cine de San Sebastián 2020 | Goldene Muschel – Bester Film                    | Thomas Vinterberg                                                         | Nominiert |
| Syndicat Français de la Critique de Cinéma 2021      | Bester ausländischer Film                        | Thomas Vinterberg                                                         | Gewonnen  |

Bei der Berücksichtigung als dänischer Oscar-Beitrag für die Kategorie Bester internationaler Film setzte sich Der Rausch gegen das Transgender-Familiendrama Eine total normale Familie von Malou Reymann sowie den Actionfilm Shorta – Das Gesetz der Straße von Frederik Louis Hviid und Anders Ølholm durch. Für Vinterberg war es die dritte Oscar-Einreichung nach Das Fest (1999) und Die Jagd (Nominierung 2014).

## Neuverfilmung
Anfang 2024 wurde eine US-amerikanische Neuverfilmung unter der Regie von Chris Rock angekündigt. Das Drehbuch wurde von Stuart Blumberg adaptiert, während Leonardo DiCaprio zu den Produzenten des Remakes zählen soll.